# Biprodukten
Biprodukten är en svensk satirisk TV-film, ursprungligen visad i januari 1969 i regi av Kurt-Olof Sundström.

## Rollista
- Olof Thunberg - Bubben, programledare
- Börje Ahlstedt - direktör, Atlas Copco
- Mona Andersson - Bibi
- Maude Adelson - Bubbens gäst
- Willie Andréason - bandageman
- Olle Björling - journalist
- Lauritz Falk - reklampresentatör
- Mona Geijer-Falkner - fru Hansson
- Arthur Fischer - lägenhetsuthyrare
- Siegfried Fischer - herr Storm
- Manne Grünberger - kemist
- Tor Isedal - Rex
- Tommy Nilsson - botiqueägare
- Tord Peterson - a-lagare
- Per Ragnar - socialist
- Gun Robertson - föreståndare på ålderdomshemmet
- Hanny Schedin - dam på ålderdomshem
- Håkan Serner - intervjuare
- Willie Sjöberg - mannen i Hallsberg
- Per Sjöstrand - psykolog
- Roland Söderberg - riksdagsman
- Bert-Åke Varg - man i bur
- Hans Wahlgren - Lasse
- Anita Wall - blondin i reklamfilm